# Pseudomallada edwardsi
Pseudomallada edwardsi is een insect uit de familie van de gaasvliegen (Chrysopidae), die tot de orde netvleugeligen (Neuroptera) behoort. 
Pseudomallada edwardsi is voor het eerst wetenschappelijk beschreven door Banks in 1940.